# 顾兰徵
顾兰徵（？—？），直隶宛平（北京）人，是一名清朝政治人物。
顾兰徵曾于1850年接替锺殿选任松江府知府一职，1851年由何士祁接任。